# Siegulf Guggenmos
Siegulf Guggenmos, privat schrieb er sich: Sigulf Guggenmos (* 16. Oktober 1941 in Dösingen; † 26. September 2018), war ein deutscher Amateurarchäologe. Er war der Entdecker der Fundstelle der nach ihm benannten fossilen Menschenaffenart Danuvius guggenmosi der Gattung Danuvius.

## Leben
Guggenmos erlernte den Beruf des Wagners im Betrieb des Vaters. Anschließend absolvierte er eine Ausbildung zum Elektriker und war bis zu seiner Pensionierung für die Stadtverwaltung Kaufbeuren tätig. Als Autodidakt eignete er sich sein Wissen auf dem Gebiet der Archäologie sowie der Vor- und Frühgeschichte an. Mit seiner Frau Charlotte hatte er zwei Kinder.

## Forschungen
Seine ersten steinzeitlichen Funde machte Guggenmos zusammen mit Rolf Schmid und Jörg Schröppel in den 1960er Jahren nördlich des Bannwaldsees am Forggensee bei Füssen im Ostallgäu. 
Insgesamt entdeckte Guggenmos 44 steinzeitliche und zahlreiche weitere vorgeschichtliche Fundstellen, vor allem am Forggensee und in der näheren Umgebung seines Heimatortes Dösingen. Mit Jörg Schröppel und Herbert Scholz gestaltete er eine Ausstellung über die Steinzeit im Allgäu, die ab 1984 rund 20 Jahre im Zumsteinhaus in Kempten zu sehen war. 
Bereits 1965 machte Siegulf Guggenmos seinen ersten Fund in der Tongrube der Hammerschmiede, einem Ortsteil von Pforzen. Immer wieder besuchte er diesen Fundort und machte dort verschiedene Funde von Fossilien. Im Jahr 1980 konnte er einen besonderen Fund bergen: einen Stoßzahn und vier Backenzähne eines Tetralophodon longirostris (ein Ur-Elefant). Seine Funde wurden in München bestimmt. So machte er auf diesen Fundort aufmerksam, an dem das Forschungsteam um Madelaine Böhme aus Tübingen im Jahr 2015 ein erstes Oberkieferfragment und im Jahr 2016 weitere Fossilien einer Menschenaffenart fand. Die Publikation dieses Fundes erlebte er nicht mehr. Aber ihm wurde die Ehre zuteil, dass sein Name dem Gattungsnamen dieses Menschenaffen Danuvius als Epitheton zu Danuvius guggenmosi beigefügt wurde.

## Ehrungen
- 2004: Bayerischer Archäologiepreis
- 2019: Posthume Benennung der Art des Menschenaffenfundes in der Tongrube der Hammerschmiede (Ortsteil von Pforzen) nach ihm: Danuvius guggenmosi